# Erik Bökman
Erik Zakarias Bökman, född den 6 juni 1855 i Harplinge, Hallands län, död den 9 augusti 1925 i Halmstad, var en svensk klassisk filolog och skolman.
Bökman blev student vid Uppsala universitet 1873, filosofie kandidat där 1877, filosofie licentiat 1885 och filosofie doktor 1888. Han var lärare vid Fjellstedtska skolan 1883–1884, extra ordinarie lärare vid Göteborgs latinläroverk 1885–1887, vikarierande lektor där 1887–1889, adjunkt där 1889–1903 och sekreterare hos styrelsen för Göteborgs högskola 1891–1903. Han blev, efter en studieresa till Tyskland och Italien, rektor vid Halmstads högre allmänna läroverk 1899, lektor där i latinska språket och historia med geografi 1903, studierektor vid högre elementarläroverket för kvinnlig ungdom i Halmstad 1901 och styrelseordförande där 1902. Han lämnade rektorsbefattningen 1920. Bland hans skrifter märks Några blad ur Halmstads läroverks byggnadshistoria (1906) och Valda stycken ur Ovidius' metamorfoser i svensk översättning (1913).